# Fiesta Loca
Singles de Desaparecidos
Ibiza
(2008) Follow You
(2010)
Fiesta Loca est une chanson du groupe de DJs Desaparecidos sortie en octobre 2009 sous le label d'Universal Music. La chanson a été écrite par Giordano Donati, Alex Giunta, Raf Marchesini, Simone Farina, Claudio Vasta et produite par Desaparecidos. Le single atteint le top 20 en France.
Au Sénégal, Fiesta Loca est un label évènementiel créé par Gnagna Gna et Kya Laroja, deux férues d’évènementiels et passionnées de culture latine.

## Clip vidéo
Le clip vidéo est sorti 8 septembre 2009 sur le site de partage YouTube sur le compte du label Universal Music. D'une durée de 3 minutes 34 secondes, la vidéo a été visionnée plus de 3,9 millions de fois

## Classements
| Classement (2009) | Meilleure position |
| ----------------- | ------------------ |
| France (SNEP)     | 19                 |
| France (Club 40)  | 3                  |